# Dizionario Enciclopedico Universale della Musica e dei Musicisti
Le Dizionario Enciclopedico Universale della Musica e dei Musicisti (Dictionnaire encyclopédique universel de la musique et des musiciens), souvent abrégé par l'acronyme DEUMM, est un dictionnaire encyclopédique, en langue italienne, consacré à la musique et aux musiciens. Conçu et réalisé par Alberto Basso et publié par l'UTET, c'est l'un des ouvrages de référence les plus complets consacrés à la musique, en particulier celle de la tradition occidentale ; il comprend un total de 22 volumes, divisés en quatre sections :
- Il lessico (Lexique), 4 volumes (1983-4)
- Le biografie (Biographies), 8 volumes (1985-8) plus 2 suppléments : Appendice (1990), Appendice 2005, (2004)
- II titoli e i personaggi (Les titres et les personnages), 3 volumes (1999)
- Storia della musica et Cronologia, 5 volumes (2004-5).

## Contenu

### Il lessico(Lexique)
La première section comprend les termes musicaux, les genres et les formes, les courants et les périodes historiques, les instruments, la danse, la métrique, l'acoustique ; puis de nombreuses entrées à caractère historico-géographique, consacrées aux pays et aux villes présentant un intérêt particulier du point de vue de leurs traditions musicales. Les entrées de nature bibliographique sont particulièrement remarquables : celles qui concernent les sources musicales manuscrites ( Cancionero, Chansonnier, Liederbuch, Manoscritti ; d'autres informations similaires peuvent être trouvées dans des entrées telles que Cantiga et Romance ) et celles consacrées aux éditions critiques de la musique du passé ( Monumenti musicali et Musicologia ), ouvrages de référence ( Dizionari ) et publications périodiques ( Periodici musicali ).

### Le biografie(Biographies)
La deuxième section comprend des notices biographiques ; elle traite des compositeurs, chanteurs, instrumentistes, librettistes, danseurs et chorégraphes, théoriciens, musicologues, critiques musicaux, metteurs en scène et directeurs de théâtre, ainsi que des écrivains et dramaturges dont les œuvres ont une certaine importance dans l'histoire de la musique. Des entrées plus complexes sont consacrées aux compositeurs les plus importants, avec des notes critiques, des catalogues d'œuvres sous forme de tableaux et un appareil bibliographique.

### II titoli e i personaggi(Les titres et les personnages)
Conçue comme un complément aux précédentes, la troisième section consiste en un dictionnaire des titres d'œuvres musicales ; les compositions, même d'auteurs différents, qui ont pour protagoniste le même personnage (qui peut être historique, biblique, mythologique, féerique, littéraire) sont regroupées sous le nom de ce dernier. Pour chacune d'elles sont indiqués les noms des auteurs, les dates de composition et de première représentation ou exécution, l'éditeur et la date de première publication imprimée ; les entrées consacrées aux pièces de théâtre sont accompagnées de résumés concis des livrets respectifs. La section comprend deux annexes : une liste d'airs, de chœurs et d'autres pages de cantates et de pièces de théâtre ; et le répertoire des personnages mentionnés.

### Storia della musicaetCronologia(Histoire de la musique) et (chronologie)
La Storia della musica comprend quatre volumes, dont les trois premiers sont l'œuvre d'Alberto Basso et vont des origines à la fin du XIXe siècle. Le quatrième volume est consacré au XXe siècle (auteurs Carlo Benzi, Stefano AE Leoni et Andrea Lanza ), au jazz (Maurizio Franco) et à la musique populaire ( Franco Fabbri ).
La Cronologia occupe la totalité du cinquième volume. Le texte, compilé par plusieurs auteurs coordonnés sur le plan éditorial, consiste en une liste de faits musicaux pertinents examinés année par année, de l'an 1000 avant Jésus-Christ à l'an 2000 après Jésus-Christ.